# Crime Without Passion
Crime Without Passion is een Amerikaanse misdaadfilm uit 1934 onder regie van Ben Hecht en Charles MacArthur. De film werd destijds in Nederland uitgebracht onder de titel Misdaad zonder hartstocht.

## Verhaal
Wanneer de advocaat Lee Gentry erachter komt dat zijn minnares Carmen ook met andere mannen omgaat, besluit hij haar te vermoorden. Hij denkt dat hij met zijn kennis van het justitiële systeem de sporen van zijn misdaad zal kunnen uitwissen. Hij krijgt echter al gauw gewetenswroeging.

## Rolverdeling
| Acteur         | Personage             |
| -------------- | --------------------- |
| Claude Rains   | Lee Gentry            |
| Margo          | Carmen Brown          |
| Whitney Bourne | Katy Costello         |
| Stanley Ridges | Eddie White           |
| Leslie Adams   | Officier van Justitie |